# Gornji Hrgovi
Gornji Hrgovi su naseljeno mjesto u sastavu općine Srebrenik, Federacija Bosne i Hercegovine, BiH.

## Zemljopis
Gornji Hrgovi su smješteni u podnožju planine Majevice, na oko 400m n/m pored glavnog magistralnog puta Tuzla-Orašje. Prema popisu iz 1991. godine mjesto je imalo 590 stanovnika. 1990-ih godina je selo imalo 170 - 180 domaćinstava, ali je zbog rata kasnije došlo do iseljanja, a zbog velike nezaposlenosti mještani se sve više iseljavaju. 

## Kultura
Na ulazu u selo je kapelica sa svetcem rimskim vojnikom. U selu se nalazi etno-dvorište "Marojević".

## Stanovništvo
| Gornji Hrgovi      |              |              |              |
| godina popisa      | 1991.        | 1981.        | 1971.        |
| Hrvati             | 573 (97,11%) | 621 (97,03%) | 691 (99,56%) |
| Muslimani          | 0            | 1 (0,15%)    | 0            |
| Srbi               | 0            | 4 (0,62%)    | 3 (0,43%)    |
| Jugoslaveni        | 6 (1,01%)    | 10 (1,56%)   | 0            |
| ostali i nepoznato | 11 (1,86%)   | 4 (0,62%)    | 0            |
| ukupno             | 590          | 640          | 694          |

## Vanjske poveznice
- gornji-hrgovi.com  Arhivirana inačica izvorne stranice od 23. veljače 2015. (Wayback Machine)